# Československý pavilon na Světové výstavě 1992
Československý pavilon na světové výstavě 1992 ve španělské Seville byl posledním společným pavilonem Čechů a Slováků. Architektonický návrh napodoboval meziválečný funkcionalismus a vytvořili ho Martin Němec a Ján Stempel z ateliéru ADNS. Hlavním tématem československé expozice se stalo znovu sklo. Pavilon získal ocenění poroty za uplatnění novofunkcionalismu.
U příležitosti Expa byla vydána Československá poštovní známka znázorňující znak a název výstavy, emblém československé účasti a věž sevillské katedrály Giraldy.

## Přípravy
Původní soutěž na architektonické řešení pavilonu a vnitřní expozici, která proběhla ještě před revolucí roku 1989, byla na podnět nově vzniklé Obce architektů zrušena. Nově vypsané výběrové řízení vyhráli Martin Němec a Ján Stempel z tehdy nově založeného ateliéru ADNS.
Původní návrh koncepce interiéru od Petra Rezka počítal s poněkud riskantní, nicméně originální konceptuální instalací: na stěnách se měly objevovat portréty novorozených dětí a návštěvníci pro ně měli hledat jména. Takový nápad se zdál schvalovací komisi nevhodný, proto bylo jako náhradní řešení vybráno osvědčené české sklo. Autorem scénáře výstavy se nakonec stal Vratislav Karel Novák z Vysoké školy uměleckoprůmyslové v Praze.

## Popis
Záměrně strohou kostru budovy tvořila ocelová konstrukce, která byla potažena z vnější strany černým kovovým pletivem uloženým do masivního dubového dřeva.
Československá expozice představila prostřednictvím malovaných skleněných stěn a plastik historii a současnost českého sklářství. Podíleli se na ní Michal Cihlář, Jiří Černý, Milan Dobeš, Marian Karel, Vladimír Kopecký, Jaroslav Matouš, Vavro Oravec, Milan Pagáč, Rudolf Sikora a František Skála. Nicméně expozice byla hodnocena velmi rozporuplně a návštěvnost pavilonu nebyla zdaleka tak vysoká jako například v Ósace, či Montrealu. Národní reputaci tak zachraňovala restaurace Praha, která nabízela českou a slovenskou kuchyni a denně ji navštívilo až šest set hostů.
Po skončení výstavy zůstala budova pavilonu na původním místě, koupil ji  španělský architekt José Luis Manzanares, a je nadále používána.